# Евсеев, Евгений Семёнович
Евгений Семёнович Евсеев (16 октября 1932, Ленинград — 16 февраля 1990, Москва) — советский публицист, занимался антисионистской и антисемитской пропагандой.
Входил в так называемый «антисионистский кружок», бывший частью русского националистического движения в СССР. Работал в Институте философии АН СССР и публиковался в издательстве «Молодая гвардия», был вовлечен в ряд скандалов в основном в связи со своей пропагандистской деятельностью.

## Биография
Родился 16 октября 1932 года в Ленинграде. Отец — Евсеев Семён Филиппович — военнослужащий, родился в 1907 году в деревне Ченцово Можайского уезда Московской губернии. Мать — Пелагея Андреевна Денисова родилась в 1908 году в деревне Вознесенское Славковской волости Кашинского уезда Тверской губернии.
Окончил МГИМО в 1958 году. С 1962 года учился в заочной аспирантуре Института народов Азии АН СССР. В 1966 году защитил диссертацию «Арабский национализм и арабский социализм в политической практике ОАР» на степень кандидата исторических наук.
Евсеев свободно говорил на арабском, английском, французском и чешском языках. Работал личным переводчиком с арабского у советских лидеров Никиты Хрущёва и Леонида Брежнева, в частности, в мае 1964 года сопровождал Хрущёва в Египте во время его посещения Асуанской плотины.
С 1973 года работал старшим научным сотрудником Института философии АН СССР, был заместителем председателя Российского палестинского общества при АН СССР. Являлся лектором Московского горкома КПСС и Всесоюзного общества «Знание».
11 февраля 1990 года Евсеева при выезде на Московскую окружную дорогу, остановил патруль ГАИ. Евсеев вышел из машины, чтобы подойти к милиционеру, но в этот момент его сбил проносившийся мимо автомобиль, который так и не был найден. Евсеев умер 16 февраля через несколько дней после аварии. Эта смерть вызвала в Москве разные слухи. Соратники Евсеева по антисионистской пропаганде Валерий Емельянов и Александр Романенко распространяли листовку, в которой обвинили в его гибели «сионистов», либералы считали, что Евсеева убил КГБ из-за его неуправляемости.

## Пропагандистская деятельность
Евсеев входил в так называемый «антисионистский кружок» — группу публицистов, профессионально занимавшихся внутриполитическим пропагандистским обоснованием проарабской и антиизраильской политики СССР на Ближнем Востоке. Кроме Евсеева в эту группу входили также Иван Милованов, Юрий Иванов, Владимир Бегун и другие. В свою очередь эта группа была частью более широкого неформального движения русских националистов, получивших название «Русская партия». Евсеев считался интеллектуальным мотором этой группы. Официально члены «антисионистского кружка» подчёркивали «научность» своих публикаций, между собой — гордились антисемитизмом и заслугами в борьбе с конкретными евреями. По мнению большинства исследователей, этих людей привлекала возможность безнаказанно публично озвучивать антисемитские мифологемы. Политолог Андреас Умланд писал, что их «своеобразная смесь жёсткого антикапитализма, антизападничества и „антисионизма“ с более или менее замаскированными антисемитизмом, ксенофобией и ультранационализмом служила средством легитимации неосталинского режима, пришедшего к власти в 1964 году после отстранения Хрущёва».
Публицист и правозащитник Александр Верховский писал, что в советском антисионизме было два главных идеологических направления: одно направление рассматривало сионизм как идеологию и политику собирания евреев в Палестине, а второе видело в сионизме «теорию богоизбранности и превосходства еврейского народа, политику подчинения человечества власти еврейской буржуазии». И Евсеев принадлежал именно ко второму направлению, поскольку в его публикациях, среди прочего, отождествлялись иудаизм и сионизм. В рамках «антисионистского кружка» Евсеев активно распространял легенду о «еврейских жёнах» советских руководителей. Остальные доверяли его информации, поскольку считали его родственником секретаря ЦК КПСС по международным вопросам Бориса Пономарёва.
После Шестидневной войны и разрыва дипломатических отношений между СССР и Израилем Евсеев был востребован в СССР как пропагандист антисионизма. В это время он был назначен заместителем председателя Российского палестинского общества (РПО) при АН СССР и сформировал в РПО секцию «Современные проблемы Палестины». С конца 1960-х годов публиковался в издательстве «Молодая гвардия», руководство которого благосклонно относилось к националистической, антисионистской и антисемитской пропаганде.
В 1978 году в Институте философии АН СССР с грифом «Для служебного пользования» тиражом 500 экземпляров была издана монография «Сионизм в системе антикоммунизма», которая стала базовой для докторской диссертации Евсеева. В ней утверждалось, что советская культура захвачена евреями, главный редактор «Нового мира» Сергей Наровчатов был назван «союзником сионистов». Книга вызвала протесты академических учёных и была признана антисемитской, редактору был объявлен выговор, научный руководитель Евсеева получил замечание. После этого, по информации одного из соратников Евсеева, партийного чиновника и журналиста Геннадия Гусева, часть тиража была уничтожена. Как утверждал историк и публицист Семён Резник, некоторое количество экземпляров книги было разослано по обкомам партии. В 1982 году Евсеев защитил в Учёном Совете Военно-политической академии докторскую диссертацию, однако Высшая аттестационная комиссия отказалась присвоить ему степень доктора философских наук из-за наличия в диссертации антисемитских идей.
При этом, будучи приглашённым как эксперт по разбору книги «Десионизация» одного своих соратников по «антисионистскому кружку» Валерия Емельянова, Евсеев оценил её как антисоветскую и антисемитскую. Емельянов был исключён из компартии. Как пишет историк Николай Митрохин, к этому времени между двумя этими пропагандистами сильно обострились теоретические разногласия.
После выхода в 1978 году в журнале «Октябрь» и в 1979 году отдельной книгой романа Анатолия Рыбакова «Тяжёлый песок», первого в СССР литературного произведения, посвящённого Холокосту, Евсеев безуспешно писал жалобы в партийные инстанции и пытался добиться приёма у секретаря ЦК Михаила Зимянина. Евсеев обвинял автора в «демонстративном принижении руководящей роли КПСС» в организации антинацистского сопротивления, а также в том, что произведение имеет «националистическую и просионистскую окраску». Отсутствие реакции на жалобы Евсеева была обусловлена тем, что решение о выходе романа было согласовано с главным идеологом КПСС Михаилом Сусловым.
Евсеев был одним из официальных консультантов скандального фильма «Тайное и явное (Цели и деяния сионистов)».
В книге «Сатрап» (посмертно переиздана в 2005 году под названием «Каганович. Сатрап за спиной Сталина») Евсеев изображает Лазаря Кагановича как главного виновника всех бед, постигших в советские годы народы России и СССР. При этом всё это он делал по поручению или во благо еврейской общины. Сталин в этой книге представлен исполнителем советов Кагановича.
Евсеев вошёл в руководство созданного 26 декабря 1978 года «Советского комитета дружбы и солидарности с арабским народом Палестины». А через 10 лет в 1988 Евсеев создал «Комитет советской общественности против установления дипломатических отношений с Израилем».
Как считает Николай Митрохин, при наличии формального диплома и степени, Евсеев не обладал научным стилем мышления и не был способен к рефлексии и самокритике. По мнению Митрохина, для понимания мотивации Евсеева может служить воспоминание Геннадия Гусева:

Помню, кто-то мне сказал — этот человек очень много знает про евреев. Я посмотрел на него и удивился: у самого Жени была абсолютно семитская внешность, да и отчество Семёнович. Он мне потом сам сказал: «Гена, ты что, боишься мне сказать, что я похож на еврея? Я действительно похож на еврея и, может быть, действительно из них, но на самом деле я русский, я ведь своими работами это доказал?»

Исследователь антисемитизма Пьер-Андре Тагиефф считал, что ряд произведений Евсеева весьма близки по своим тезисам к известной антисемитской фальшивке начала XX века — Протоколам сионских мудрецов.

## Скандалы
В 1974 году главный редактор журнала «Советиш геймланд» Арон Вергелис жёстко раскритиковал на страницах своего журнала книжку Евсеева «Фашизм под голубой звездой». В связи с этим соратники Евсеева по «антисионистскому кружку» историк Аполлон Кузьмин, доктор юридических наук, преподаватель МГИМО Лидия Моджорян, зам. зав. отделом Ближнего Востока МИД СССР Евгений Пырлин и советник УОМП МИД СССР Драстамат Чальян 30 марта 1974 года написали жалобу в Международный и отдел пропаганды ЦК КПСС на Вергелиса. В результате разбора ситуации партийные идеологи решили, что Вергелис был прав содержательно и книга Евсеева действительно содержала ошибки, но неправ по тону высказываний. Таких конфликтов было немало, в частности в связи с критикой деятельности Евсеева в марте 1976 главным редактором журнала «Народы Азии и Африки» доктором филологических наук Иосифом Брагинским.
Митрохин писал, что в его архиве есть 3-страничный анонимный документ «Справка по делу Евсеева Е. С.», в котором выражается протест против помещения его в 1976 году в психиатрическую больницу для проведения следственных действий. Судя по документу, Евсеев предпринял какие-то экстремальные меры для защиты построенной им без надлежащего разрешения дачи. Авторы текста мотивируют беспокойство возможной утечкой информации об этом в Институт философии, где работал Евсеев, а также неким «сиониствующим элементам», которые многие годы ведут «травлю учёного».
В 1987 году журналист Андрей Черкизов в газете «Советская культура» опубликовал статью об антисемитском обществе «Память», в которой назвал Евсеева членом этой организации. Евсеев подал на газету в суд, но после нескольких заседаний суд признал иск необоснованным.

## Публикации

### Автор
Книги
- Евсеев Е. С. Фашизм под голубой звездой. — М.: Молодая гвардия, 1971. — 159 с. — (1001 преступление империализма).
- Евсеев Е. С. Сионизм, идеология и политика. — М.: Московский рабочий, 1971. — 112 с. — (В помощь агитатору и политинформатору). — 70 000 экз.
- Евсеев Е. С. Борьба идей в современном мире. — 1973.
- Евсеев Е. С. Расизм под голубой звездой. — 2-е изд.  испр. и доп. — Саратов: Приволжское книжное издательство, 1981. — 159 с. — 50 000 экз.
- Евсеев Е. С. Палестинцы — непокорённый народ. — М.: Правда, 1984. — 46 с. — (Библиотека «Огонек», № 38).
- Евсеев Е. С. Сатрап. — 1989.[33]
- Евсеев Е. С. Сионизм в системе антикоммунизма / Под общ. ред. проф. И.Н. Арестова. — М.: Общество дружбы и сотрудничества с зарубежными странами, 2003. — 503 с.
- Евсеев Е. С. Сверхнарод и его рабы. — М.: АВИТИ, 2006. — 115 с.

Книга «Фашизм под голубой звездой» была переведена на арабский язык.
Статьи
- Евсеев Е.С. Из истории сионизма в царской России // Вопросы истории. — 1973. — № 5. — С. 59.
- Евсеев Е.С. Что скрыто за "Библией сионизма"? // Советская культура : газета. — 1979. — 25 сентября (№ 77 (5293)). — С. 7.
- Евсеев Е.С. Паломничество в Святую Землю: история и перспективы // Православный Палестинский сборник. — М., 1992. — Вып. 31 (94). — С. 32—36.

### Редактор
- Сионизм — правда и вымыслы: Сб. статей. Пер. с разных яз. / под ред. Е. С. Евсеева. — М.: Прогресс, 1978. — 277 с. — 40 000 экз.[35]